# Eloise Mumford
Pour les articles homonymes, voir Mumford.
Eloise Mumford, née le 24 septembre 1986 à Olympia (États-Unis), est une actrice américaine. Elle est connue pour ses rôles dans les séries télévisées Lone Star et The River, et elle a été choisie pour interpréter le rôle de Kate Kavanagh, la colocataire de Anastasia Steele, dans la saga Cinquante nuances de Grey.

## Biographie

### Enfance et scolarité
Second enfant de Tom Mumford et Nancy Smith, Eloise Mumford est née et a grandi à Olympia, dans l'État de Washington, où elle a suivi une instruction à domicile pendant le 5th grade, équivalant américain du CM2, avant de fréquenter plus tard la Annie Wright School à Tacoma et la Capital High School à Olympia. Elle a une sœur ainée, Anna, et un jeune frère, Kai. Inspirée à l'âge de neuf ans par une production locale de South Pacific, elle joue dans des pièces scolaires et au Capital Playhouse d'Olympia.
Elle sort diplômée de la Tisch School of the Arts de l'Université de New York en 2009. Elle a été également élève à la Atlantic Acting School.

### Carrière
Elle commence sa carrière à la télévision avec la série Crash, basée sur le film Collision. Lorsqu'elle était à l'université, elle tourne un court-métrage intitulé Some Boys Don't Leave, où elle partage la vedette avec Jesse Eisenberg. Elle est la doublure d'Elisabeth Moss dans la production à Broadway de Speed-the-Plow (en) de David Mamet. En 2010, elle tient un premier notable dans la série Lone Star, qu'elle a obtenu après avoir terminé l'université, . Après la diffusion des deux premiers épisodes, Lone Star est finalement annulée par la chaîne FOX.
En 2012, elle tient le rôle de Lena Landry dans la série paranormale d'ABC The River, qui ne connaîtra qu'une seule saison, en réponse du peu de succès escompté lors de sa diffusion, malgré un accueil critique favorable. La même année, elle tient son premier rôle cinématographique dans un long-métrage avec la comédie policière Mademoiselle Détective, partageant l'affiche avec Miley Cyrus et Jeremy Piven. Le film est un échec critique et est peu distribué en salles, connaissant une sortie directement en vidéo aux États-Unis et en France.
Après avoir tenu le rôle principal du film Drones, qui est centré autour de deux pilotes de drones de combats,, qui connaît une sortie limitée dans les salles américaines, elle joue dans le film de suspense Témoin gênant, produit par Blumhouse Productions. De plus en plus sollicitée, elle tourne pour la télévision un pilote de série télévisée intitulée Reckless, qui semble ne pas avoir été retenu.
En 2015, elle obtient son premier rôle important au cinéma avec le film dramatico-érotique Cinquante Nuances de Grey, adapté du roman éponyme d'E. L. James, en incarnant Kate Kavanaugh, colocataire  et meilleure amie d'Anastasia Steele, personnage principal féminin incarnée par Dakota Johnson,. Mal reçu par la critique,, le film est toutefois un large succès commercial, rapportant plus de 570 millions de $ de recettes mondiales. Elle reprendra son rôle dans la suite, Cinquante nuances plus sombres, sorti en 2017.
En juillet 2017, elle décroche un rôle récurrent dans la sixième saison de la série télévisée Chicago Fire,,.

## Filmographie

### Films
Sauf indication contraire, les informations mentionnées dans cette section peuvent être confirmées par la base de données cinématographiques IMDb,  présente dans la section « Liens externes ».

#### Longs métrages
- 2012 : Mademoiselle Détective de Tom Vaughan : Sasha
- 2013 : Drones de Rick Rosenthal : Sue Lawson
- 2014 : Out of control de John Stockwell : Sandy Grant
- 2014 : Témoin gênant de Joe Johnston : Anna Newton
- 2015 : Cinquante nuances de Grey (Fifty Shades of Grey) de Sam Taylor-Wood : Kate Kavanagh
- 2015 : The Night Is Young de Dave Hill et Matt Jones : Syd
- 2017 : Cinquante nuances plus sombres (Fifty Shades Darker) de James Foley : Kate Kavanagh
- 2018 : Cinquante nuances plus claires (Fifty Shades Freed) de James Foley : Kate Kavanagh

#### Courts métrages
- 2009 : Some Boys Don't Leave de Maggie Kiley : la fille
- 2012 : Buried Treasure de Leslie Hope : La femme de Mark

### Télévision

#### Séries télévisées
- 2008 : Crash créé par Glen Mazzara : Megan Emory (4 épisodes)
- 2009 : New York, unité spéciale : Vanessa (saison 11, épisode 2)
- 2009 : Mercy Hospital créé par Liz Heldens : Hannah (dans l'épisode Some of Us Have Been to the Desert)
- 2010 : Lone Star créé par Kyle Killen : Lindsay Holloway
- 2012 : The River créé par Oren Peli et Michael R. Perry: Lena Landry
- 2017 : Chicago Fire crée par Michael Brandt et Derek Haas : Hope Jacquinot
- 2024 : Cross : Shannon Witmer

#### Téléfilms
- 2012 : Trois oncles et une fée de Allan Arkush : Maggie Conway
- 2013 : Reckless de Martin Campbell : Sarah Harrison
- 2014 : Warriors de Martin Campbell : Dr Stacey Weebling
- 2015 : Juste à temps pour Noël (Just in Time for Christmas) de Sean McNamara : Lindsay Rogers
- 2018 : Mission : romance de Noël (A Veteran's Christmas) de Mark Jean : Capitaine Grace Garland
- 2021 : Un amour de boulanger (The Baker's Son) de Mark Jean : Annie McBride

## Voix francophone
En France
| - Noémie Orphelin dans : - Crash (série télévisée) - The River (série télévisée) - Trois oncles et une fée (téléfilm) - Témoin gênant - Juste à temps pour Noël (téléfilm) - Mission : Romance de Noël (téléfilm) - Un Amour de boulanger (téléfilm) - Le come-back de Noël (téléfilm) - Coup de foudre à l'anglaise (téléfilm) - Les chocolats de Cupidon (téléfilm) | - Laëtitia Coryn dans : - Cinquante nuances de Grey - Cinquante nuances plus sombres - Cinquante nuances plus claires - Chloé Berthier dans : - Mademoiselle Détective - Chicago Fire (série télévisée) - L'Étoffe des héros (série télévisée) et aussi - Nastassja Girard dans Cross (série télévisée) |

Au Québec
 Note : la liste indique les titres québécois
- Kim Jalabert dans :
  - Cinquante nuances de Grey
  - Cinquante nuances plus claires
  - Cross

et aussi
- Rachel Graton dans : 
  - Tellement Secrète
- Stéfanie Dolan dans :
  - Cinquante nuances plus sombres